# Econometría
La econometría (del griego οἰκονόμος oikonómos 'regla para la administración doméstica' y μετρία metría, 'relativo a la medida') es la rama de la economía que hace un uso extensivo de modelos matemáticos y estadísticos así como de modelos y técnicas del aprendizaje automático, la programación lineal, la teoría de juegos y la teoría económica para analizar, interpretar y realizar estimaciones y pronósticos sobre sistemas económicos, tratando variables como el precio de bienes y servicios, tasas de interés, tipos de cambio, las reacciones del mercado, el coste de producción, la tendencia de los negocios, las consecuencias de la política económica, entre otras.

## Introducción
La economía, perteneciente a las ciencias sociales, explica el funcionamiento del sistema económico en sus distintos aspectos: como la producción, consumo, dinero, distribución del ingreso, etc. La herramienta más utilizada por los economistas es la construcción de modelos económicos teórico-matemáticos que describan el comportamiento de los agentes económicos. Sin embargo, esos modelos deben contrastarse con los datos disponibles para saber si estos tienen capacidad explicativa y predictiva, y poder en definitiva optar entre unas u otras opciones. La construcción de tales modelos con fines empíricos, es la finalidad de la econometría; sin embargo, en la actualidad debido al fenómeno del big data, los métodos estadísticos y econométricos tradicionales deben complementarse con métodos y herramientas de la ciencia de datos y el aprendizaje automático
Los econometristas, econometras o económetras han tratado de emular a las ciencias naturales (física, química) con mejor o peor resultado a través del tiempo. Hay que considerar que tratan con uno de los fenómenos más complejos que conocemos, el comportamiento de las personas y su interacción. 
En la elaboración de la econometría se unen la matemática, la estadística, la investigación social y la teoría económica. El mayor problema con el que se enfrentan los económetras en su investigación es la escasez de datos, los sesgos que pueden presentar los datos existentes, los sesgos del propio investigador y la ausencia o insuficiencia de una teoría económica adecuada. Aun así, la econometría es la única aproximación científica al entendimiento de los fenómenos económicos y sus resultados son cada vez más efectivos a medida que se le complementa adecuadamente con los modernos métodos del análisis de la ciencia de datos y el aprendizaje automático.

### Definiciones de econometría
Entre las definiciones de econometría que los economistas relevantes han formulado a lo largo de la historia, podemos destacar las siguientes: 
- Ragnar Frisch (1930): 'La experiencia ha mostrado que cada uno de estos tres puntos de vista de la estadística, la teoría económica y las matemáticas, es necesario, pero por sí mismo no suficiente para una comprensión real de las relaciones cuantitativas de la vida económica moderna. Es la unión de los tres aspectos lo que constituye una herramienta de análisis potente. Es la unión lo que constituye la econometría".

- Paul Samuelson, Tjalling Koopmans y Richard Stone (1954): '... el análisis cuantitativo de fenómenos económicos actuales, basado en el desarrollo congruente de teoría y observaciones, y relacionado por métodos apropiados de inferencia'.

- Valavanis (1959): 'El objetivo de la econometría es expresar las teorías económicas bajo una forma matemática a fin de verificarlas por métodos estadísticos y medir el impacto de una variable sobre otra, así como predecir acontecimientos futuros y dar consejos de política económica ante resultados deseables'.

- A.G. Barbancho (1962): 'La econometría es la rama más operativa de la Ciencia económica, trata de representar numéricamente las relaciones económicas mediante una adecuada combinación de la Teoría económica matemática y la Estadística. De forma que las matemáticas, como lenguaje y forma de expresión simbólica e instrumento eficaz en el proceso deductivo, representan el medio unificador; y teoría económica, economía matemática o estadística económica serían consideraciones parciales de su contenido'.

- Lawrence Klein (1962): 'El principal objetivo de la econometría es dar contenido empírico al razonamiento a priori de la economía.'[5]

- Malinvaud (1966): '... aplicación de las matemáticas y método estadístico al estudio de fenómenos económicos.'

- Christ (1966): 'Producción de declaraciones de economía cuantitativa que explican el comportamiento de variables ya observadas, o predicen la conducta de variables aún no observadas'.

- Intriligator (1978): 'Rama de la economía que se ocupa de la estimación empírica de relaciones económicas'.

- G.C. Chow (1983): 'Arte y ciencia de usar métodos para la medida de relaciones económicas'.

- Carlos Sabino (1991): 'Nombre con el que se designa la aplicación de las técnicas matemáticas y estadísticas a la resolución de problemas de economía. La econometría, por lo general, se basa en la construcción de modelos formales con los cuales es posible verificar hipótesis, medir variables estadísticas y realizar pruebas de simulación'.[6]

### Descripción somera de la econometría
La econometría se ocupa de obtener, a partir de los valores reales de variables económicas y a través del análisis estadístico y matemático (no siempre basado en un teoría económica concreta), los valores que tendrían los parámetros (en el caso de la estimación paramétrica) de los modelos en los que esas variables económicas aparecieran, así como de comprobar el grado de validez de esos modelos, y ver en qué medida estos modelos pueden usarse para explicar la economía de un agente económico (como una empresa o un consumidor), o la de un agregado de agentes económicos, como podría ser un sector del mercado, o una zona de un país, o todo un país, o cualquier otra zona económica; su evolución en el tiempo (por ejemplo, decir si ha habido o no cambio estructural), poder predecir valores futuros de la variables, y sugerir medidas de política económica conforme a objetivos deseados (por ejemplo, para poder aplicar técnicas de optimización matemática para racionalizar el uso de recursos dentro de una empresa, o bien para decidir qué valores debería adoptar la política fiscal de un gobierno para conseguir ciertos niveles de recaudación impositiva).

### Concepto de modelo econométrico
La econometría, igual que la economía, tiene como objetivo explicar una variable en función de otras. Esto implica que el punto de partida para el análisis econométrico es el modelo económico y este se transformará en modelo econométrico cuando se han añadido las especificaciones necesarias para su aplicación empírica. Es decir, cuando se han definido las variables (endógenas, exógenas) que explican y determinan el modelo, los parámetros estructurales que acompañan a las variables, las ecuaciones y su formulación en forma matemática, la perturbación aleatoria que explica la parte no sistemática del modelo, y los datos estadísticos.
A partir del modelo econométrico especificado, en una segunda etapa se procede a la estimación, fase estadística que asigna valores numéricos a los parámetros de las ecuaciones del modelo. Para ello se utilizan métodos estadísticos como pueden ser: mínimos cuadrados ordinarios, máxima verosimilitud, mínimos cuadrados bietápicos, etc. Al recibir los parámetros el valor numérico definen el concepto de estructura que ha de tener valor estable en el tiempo especificado.
La tercera etapa en la elaboración del modelo es la verificación y contrastación, donde se someten los parámetros y la variable aleatoria a unos contrastes estadísticos para cuantificar en términos probabilísticos la validez del modelo estimado. 
La cuarta etapa consiste en la aplicación del modelo conforme al objetivo del mismo. En general los modelos econométricos son útiles para:
1. Análisis estructural y entender cómo funciona la economía.
2. Predicción de los valores futuros de las variables económicas.
3. Simular con fines de planificación distintas posibilidades de las variables exógenas.
4. Simular con fines de control valores óptimos de variables instrumentales de política económica y de empresa.

## Métodos de la econometría

### El método de mínimos cuadrados (estimación MCO)
También se conoce como teoría de la regresión lineal, y estará más desarrollado en la parte estadística. No obstante, aquí se dará un resumen general sobre la aplicación del método de mínimos cuadrados.
Se parte de representar las relaciones entre una variable económica endógena y una o más variables exógenas de forma lineal, de la siguiente manera:

{\displaystyle Y=\alpha +\beta _{1}X_{1}+\beta _{2}X_{2}+\beta _{3}X_{3}+...+\beta _{n}X_{n}\ }

o bien:

{\displaystyle \alpha +\sum _{i=1}^{n}\beta _{i}X_{i}=Y}

"Y" es la variable endógena, cuyo valor es determinado por las exógenas, {\displaystyle X_{1}} hasta {\displaystyle X_{n}}. Cuales son las variables elegidas depende de la teoría económica que se tenga en mente, y también de análisis estadísticos y económicos previos. El objetivo buscado sería obtener los valores de los parámetros desde {\displaystyle \alpha } hasta {\displaystyle \beta _{n}}. A menudo este modelo se suele completar añadiendo un término más a la suma, llamado término independiente, que es un parámetro más a buscar. Así:

{\displaystyle Y=\beta _{0}+\beta _{1}X_{1}+\beta _{2}X_{2}+\beta _{3}X_{3}+...+\beta _{n}X_{n}\ }.

o bien:

{\displaystyle \beta _{0}+\sum _{i=1}^{n}\beta _{i}X_{i}=Y}

En el que {\displaystyle \beta _{0}} es una constante, que también hay que averiguar. A veces resulta útil, por motivos estadísticos, suponer que siempre hay una constante en el modelo, y contrastar la hipótesis de si es distinta, o no, de cero para reescribirlo de acuerdo con ello.
Además, se supone que esta relación no es del todo determinista, esto es, existirá siempre un cierto grado de error aleatorio (en realidad, se entiende que encubre a todas aquellas variables y factores que no se hayan podido incluir en el modelo) que se suele representar añadiendo a la suma una letra representa una variable aleatoria. Así:

{\displaystyle Y=\beta _{0}+\beta _{1}X_{1}+\beta _{2}X_{2}+\beta _{3}X_{3}+...+\beta _{n}X_{n}+\mu \ }

o bien:

{\displaystyle \beta _{0}+\left(\sum _{i=1}^{n}\beta _{i}X_{i}\right)+\mu =Y}

Se suele suponer que {\displaystyle \mu } es una variable aleatoria normal, con media cero y varianza constante en todas las muestras (aunque sea desconocida), representado de forma matemática como {\displaystyle \mu \sim N(0,\sigma ^{2})}
Se toma una muestra estadística, que corresponda a observaciones de los valores que hayan tomado esas variables en distintos momentos del tiempo (o, dependiendo del tipo de modelo, los valores que hayan tomado en distintas áreas o zonas o agentes económicos a considerar). 
Por ejemplo, en un determinado modelo podemos estar interesados en averiguar como la renta ha dependido de los niveles de precios, de empleo y de tipos de interés a lo largo de los años en cierto país, mientras que en otro podemos estar interesados en ver como, a lo largo de un mismo año, ha dependido la renta de distintos países de esas mismas variables. Por lo que tendríamos que observar, en el primer caso, la renta, niveles de empleo, precios y tipos de interés del año 1, lo mismo, pero del año 2, etcétera, para obtener la muestra a lo largo de varios años, mientras que en el segundo caso tendríamos que tener en cuenta los valores de cada uno de los países para obtener la muestra. Cada una de esas observaciones para cada año, o país, se llamaría observación muestral. Nótese que aún se podría hacer un análisis más ambicioso teniendo en cuenta país y año.
Una vez tomada la muestra, se aplica un método, que tiene su justificación matemática y estadística, llamado método de mínimos cuadrados. Este consiste en, básicamente, minimizar la suma de los errores (elevados al cuadrado) que se tendrían, suponiendo distintos valores posibles para los parámetros, al estimar los valores de la variable endógena a partir de los de las variables exógenas en cada una de las observaciones muestrales, usando el modelo propuesto, y comparar esos valores con los que realmente tomó la variable endógena. Los parámetros que lograran ese mínimo, el de las suma de los errores cuadráticos, se acepta que son los que estamos buscando, de acuerdo con criterios estadísticos.
También, este método nos proporcionará información (en forma de ciertos valores estadísticos adicionales, que se obtienen además de los parámetros) para ver en qué medida los valores de los parámetros que hemos obtenido resultan fiables, por ejemplo, para hacer contrastes de hipótesis, esto es, ver si ciertas suposiciones que se habían hecho acerca del modelo resultan, o no, ciertas. Se puede usar también esta información adicional para comprobar si se pueden prescindir de algunas de esas variables, para ver si es posible que los valores de los parámetros hayan cambiado con el tiempo (o si los valores de los parámetros son diferentes en una zona económica de los de otra, por ejemplo), o para ver en qué grado son válidas predicciones acerca del futuro valor de la variable endógena si se supone que las variables exógenas adoptarán nuevos valores.

### Problemas del método de los mínimos cuadrados
El método de los mínimos cuadrados tiene toda una serie de problemas, cuya solución, en muchas ocasiones aproximada, ha estado ocupando el trabajo de los investigadores en el campo de la econometría.
De entrada, el método presupone que la relación entre las variables es lineal y está bien especificada. Para los casos de no linealidad se recurre, bien a métodos para obtener una relación lineal que sea equivalente, bien a aproximaciones lineales, o bien a métodos de optimización que absorban la relación no lineal para obtener también unos valores de los parámetros que minimicen el error cuadrático.
Otro supuesto del modelo es el de normalidad de los errores del modelo, que es importante de cara a los contrastes de hipótesis con muestras pequeñas. No obstante, en muestras grandes el teorema del límite central justifica el suponer una distribución normal para el estimador de mínimos cuadrados.
No obstante, el problema se complica considerablemente, sobre todo a la hora de hacer contrastes de hipótesis, si se cree que la varianza de los errores del modelo cambia con el tiempo. Es el fenómeno conocido como heterocedasticidad (el fenómeno contrario es la homocedasticidad). Este fenómeno se puede detectar con ciertas técnicas estadísticas. Para resolverlo hay que usar métodos que intenten estimar el cambiante valor de la varianza y usar lo obtenido para corregir los valores de la muestra. Esto nos llevaría al método conocido como mínimos cuadrados generalizados. Una versión más complicada de este problema es cuando se supone que, además, no solo cambia la varianza del error sino que también los errores de distintos periodos están correlacionados, lo que se llama autocorrelación. También hay métodos para detectar este problema y para corregirlo en cierta medida modificando los valores de la muestra, que también son parte del método de los mínimos cuadrados generalizados.
Otro problema que se da es el de la multicolinealidad, que generalmente sucede cuando alguna de las variables exógenas en realidad depende, también de forma estadística, de otra variable exógena del mismo modelo considerado, lo que introduce un sesgo en la información aportada a la variable endógena y puede hacer que el método de mínimos cuadrados no se pueda aplicar correctamente. Generalmente la solución suele ser averiguar qué variables están causando la multicolinealidad y reescribir el modelo de acuerdo con ello.
También hay que tener en cuenta que en ciertos modelos puede haber relaciones dinámicas, esto es, que una variable exógena dependa, además, de los valores que ella misma y/u otras variables tomaron en tiempos anteriores. Para resolver estos problemas se estudian lo que se llama modelos de series temporales.

## Software econométrico
Entre las aplicaciones informáticas más empleadas para hacer econometría aplicada se encuentran, entre otros, Stata, R, SAS, SPSS, EViews, Gauss, Gretl o Matlab.
R como tal es un lenguaje de programación a la vez que es una herramienta para aplicar este la econometría de forma muy poderosa. Por otro lado, la econometría con ayuda de programas o lenguajes de programación y en un sentido estricto, no requiere que sea especializado. Los análisis de corte econométrico puede hacerse en Java, J, C, C++, C#, Python, Perl, Scheme, K, S (la base principal de R junto con Scheme) y los derivados de estos lenguajes también, entre otra cantidad importante de dialectos o lenguajes de programación.
Como ejemplo del párrafo anterior, SPSS es un software inicialmente creado para análisis estadísticos en ciencias sociales (ver artículo en Wikipedia). R inicialmente como un proyecto derivado de S y con finalidad más bien estadística. Otor ejemplo al respecto, Stata es un programa estadístico, pero permite poderosos análisis en econometría.
Gretl está enfocado a hacer la interfaz muy amigable con el econometra, además de servir con eficiencia para las series de tiempo. Eviews, que debe el nombre a  Econometrical Views  (Vistas econométricas), tiene como fin netamente inicial, la econometría; por esta razón, despliega una cantidad apropiada, pero poco personalizable, de información altamente útil para estos análisis.
Incluso las calculadoras científicas más avanzadas pueden llegar a tener algunos elementos básicos para la elaboración y comprobación de modelos econométricos. Basta con que pueda graficar y en las regresiones se logre calcular, por cualquier medio, que {\displaystyle \mu } es una variable aleatoria normal ({\displaystyle \mu \sim N(0,\sigma ^{2})}). En caso de no serlo, se requerirían más pasos en la calculadora. Incluso, sin ser calculadores, puede hacerse análisis econmétricos, como lo son MATLAB, Maple, Scilab. Claramente, los programas matemáticos que se acaban de mencionar tienen limitaciones, como la cantidad de observaciones que pueden soportar (por ejemplo, la versión de Scilab 5.5.1 apenas soportaba una matriz que entre columnas y filas llegaba a cinco mil).
No obstante los beneficios de unos y otros software, depende en general, sobre los dispositivos en los que se vaya a usar tal herramienta. Si, por ejemplo, se prefiere Windows como sistema operativo, puede usarse una cantidad importante de programas de licencia y libres; no así en GNU Linux. En esta última distribución y sistema operativo, no se podrán usar muchas distribuciones de licencia, aunque sí otras formas igualmente poderosas. En Mac OS se tiene problemas también con algunos programas de paga u Open Source, Licencia Libre o Software Libre.
Los fines del análisis econométrico también influirá de forma determinante para usar cierto programa. Por ejemplo, si lo que se desea es algo completamente personalizado, con niveles de profesionalismo muy adecuado para publicaciones internacionales, los lenguajes de programación son adecuados. Estos permiten que se exponga la información de una forma propia más fácilmente que en otros ya con interfaces predeterminadas.